# Odobenocetops
Odobenocetops ("cá voi mặt moóc") là một chi cá voi nhỏ sống vào thế Pliocen. Nó có hai răng nanh kiểu ngà voi. Ở một vài hóa thạch, răng nanh này dài hơn răng nanh kia. Odobenocetops có lẽ là con mồi của Carcharodon megalodon (cá mập răng lớn).